# Mrs. Winterbourne
Mrs. Winterbourne is een Amerikaanse romantische komedie uit 1996, geregisseerd door Richard Benjamin en geproduceerd door Oren Koules, Dale Pollock en Ross Canter. De hoofdrollen worden vertolkt door Shirley MacLaine, Ricki Lake en Brendan Fraser. De film is gebaseerd op het boek I Married A Dead Man van Cornell Woolrich.

## Verhaal
Na een treinongeluk wordt de hoogzwangere passagiere Connie aangezien voor de weduwe van een van de slachtoffers van de ramp. Het misverstand bereikt een hoog niveau, wanneer Connie het spelletje besluit mee te spelen en vervolgens liefdevol wordt opgevangen door haar rouwende 'schoonfamilie'.

## Rolbezetting
| Acteur              | Personage                            |
| ------------------- | ------------------------------------ |
| Shirley MacLaine    | Grace Winterbourne                   |
| Ricki Lake          | Connie Doyle / Patricia Winterbourne |
| Brendan Fraser      | Bill / Hugh Winterbourne             |
| Miguel Sandoval     | Paco                                 |
| Loren Dean          | Steve DeCunzo                        |
| Peter Gerety        | Vader Brian Kilraine                 |
| Jane Krakowski      | Christine                            |
| Debra Monk          | Luitenant Ambrose                    |
| Cathryn de Prume    | Renee                                |
| Kate Henning        | Sophie                               |
| Susan Haskell       | Patricia Winterbourne                |
| Justin Van Lieshout | Baby Hughie                          |
| Alec Thomlinson     | Baby Hughie                          |
| Jennifer Irwin      | Susan                                |
| Victor A. Young     | Dr. Hopley                           |
| Tony Munch          | Steve's Vriend                       |
| Nesbitt Blaisdell   | Dakloze Man                          |
| David Lipman        | Conducteur                           |
| Jim Feather         | Conducteur                           |
| Irene Pauzer        | Vrouw in Trein                       |
| Bertha Leveron      | Vera                                 |
| Tom Harvey          | Ty Winthrop                          |